# 黨外運動
黨外運動，一般指中華民國在1986年民主進步黨成立之前，由非中國國民黨人士以類似政黨形式進行之民主運動。因當時一黨專政的國民黨政府實施戒嚴和威權統治，剝奪及打壓人民集會與結社自由，禁止組織政黨。反對派及其他社會公民團體與獨立主張人士在尚未成立政黨前，以黨外為名推動台灣民主。當時的黨外運動領袖主要是反對國民黨的政見不同人士，裡面各式立場與派別皆有。
「黨外」指的是國民黨之外的參政人士，該詞大量的使用則約自康寧祥、黃信介開始，流行於1970年代。丹·史萊特（Dan Slater）與黃一莊指出，「黨外」是一個鬆散的結盟關係，其由反對中國國民黨威權統治的政治人物與知識分子所組成。儘管在政治上，黨外人士具有顛覆性，但是其並不是群眾運動的領導者，也不是大規模示威抗議活動的先鋒。

## 形成

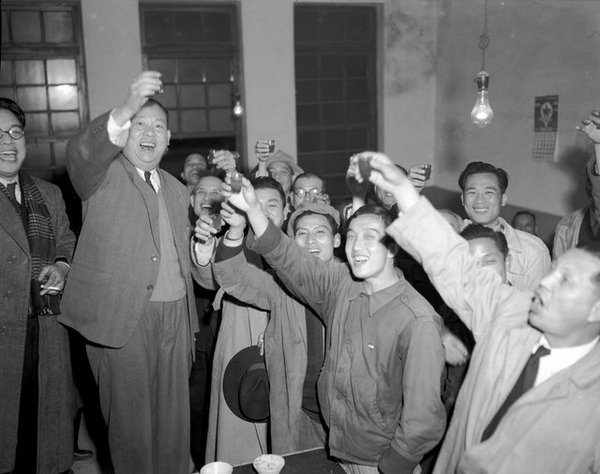
吳三連(左二)於1951年1月7日獲悉以65.5%高票當選台北市第一屆民選市長後在辦事處與支持者舉杯同歡。

1950年代，以黨外活動為名的台灣民主活動就以零散方式存在，如1950年代的民選縣市長（如吳三連、高玉樹、楊仲鯨等）與台灣省議會的「五龍一鳳」（郭雨新、李萬居、郭國基、吳三連、李源棧、許世賢）。

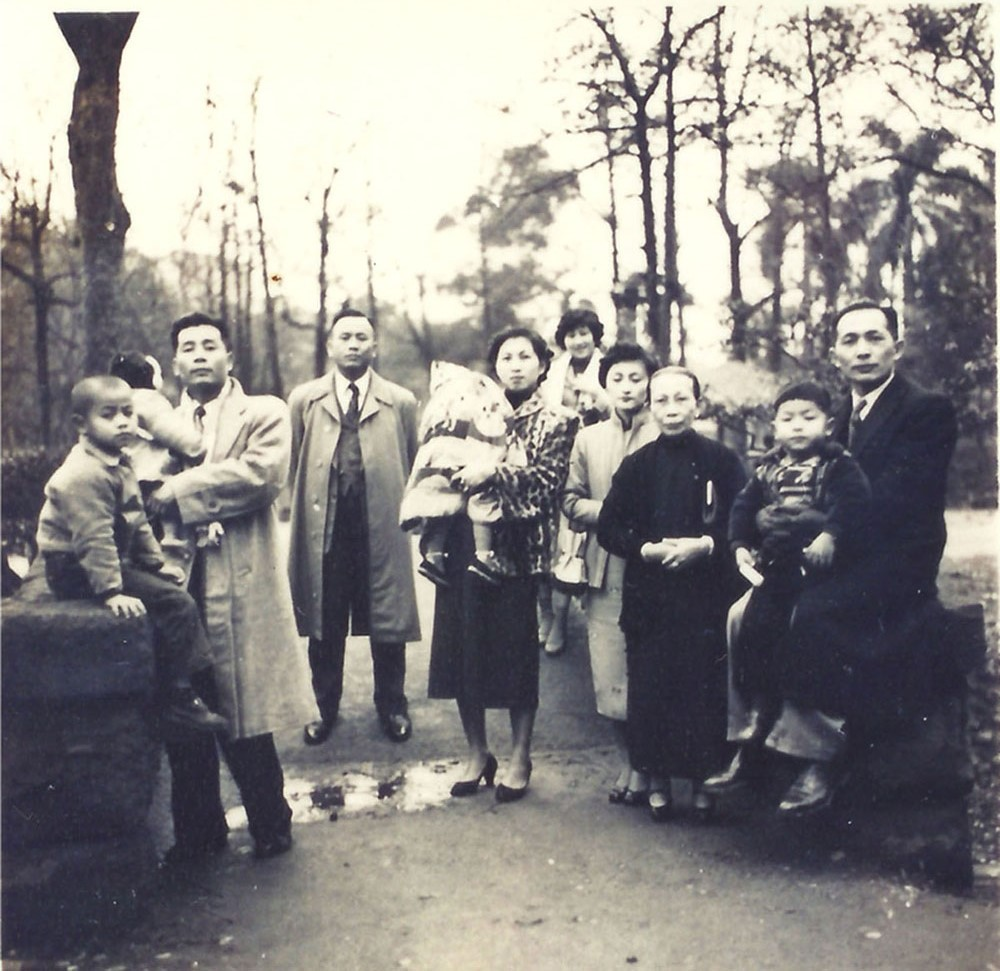
1956年，黨外民主獨立運動先驅蘇東啟 (左)與蘇洪月嬌 (中)等合影於臺北北投，兩人所抱者應有一人係次女蘇治芬 (1953年生)

蘇東啟於1953年－1960年四次的雲林縣議員選舉都以最高票當選，在民間享有「蘇大砲」美稱。1960年他以黨外身分與國民黨提名之林金生角逐雲林縣長，由於國民黨操控選舉，僅以6000多票落選，縣民因而以「光榮縣長落選人」稱之。雷震有意籌組反對黨中國民主黨時，蘇東啟也熱心支援；1960年9月雷震因雷震事件被捕，蘇東啟於雲林縣議會提案要求蔣介石釋放雷震並獲得全數通過，成為官方眼中釘。1962年5月17日，警總軍法處以祕密庭判處蘇東啟死刑，但因法新社記者批露而引起海內外極大爭議，經聲請覆判後，國防部改判無期徒刑。1975年蘇東啟因蔣介石逝世特赦出獄，卻由於被褫奪公權而無法參選，但妻子蘇洪月嬌在省議員選舉中高票當選一戰成名。
1969年11月，臺北市舉行改制直轄市後的第一屆臺北市議員選舉，工人出身的康寧祥以無黨籍身分參選第五選區（龍山、雙園、古亭、城中），高票當選市議員。同年12月，國民黨政府舉行遷台後首次立法委員增額選舉，本屆選舉的立委為終身職。曾任兩屆台北市議員的黃信介也在康寧祥的助選下當選立委。:62當時臺北市選區應選四席，國民黨提名兩席、重點支持洪炎秋，剩下一席黨外遇上黃信介與張詩經爭取。:64最後黃信介成功當選立法委員。而本次選舉被視為黨外當選者亦有曾任省議員的郭國基，唯1970年郭國基病逝，黨外出身的終身職立委僅剩黃信介。
1972年，康寧祥在台北市參加立法委員選舉，高票當選。同時黃信介之弟黃天福也在與康寧祥搭配之下當選國大代表。

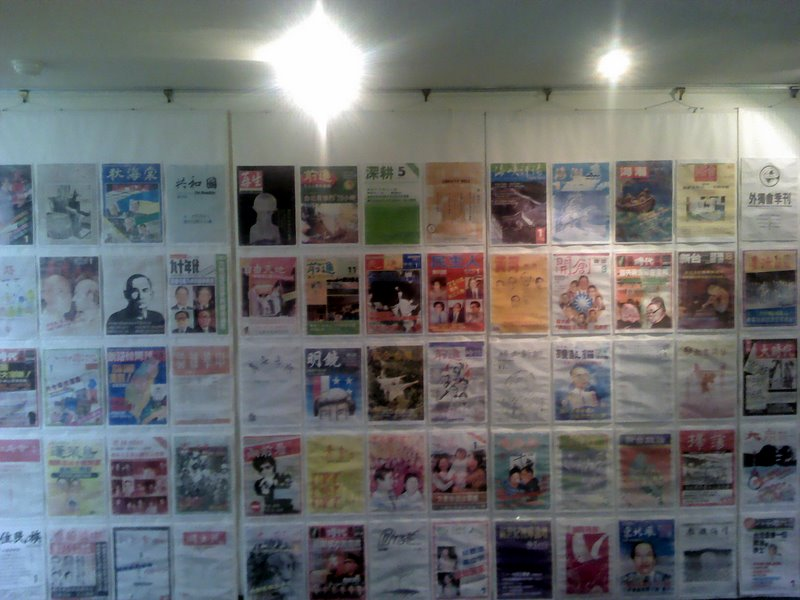
臺灣戒嚴時期各種短命的黨外雜誌

1973年，《大學》雜誌的張俊宏參加台北市「黨外四人聯合陣線」角逐市議員，4人皆高票落選。當時民間甚至流傳著他們輸給「兩票」，即「買票和作票」的說法。
1975年8月，張俊宏、康寧祥、黃信介創辦《台灣政論》月刊，由康寧祥出任社長、張俊宏任總編輯、黃明宗（黃華）任副總編輯、黃信介任發行人，法律顧問由姚嘉文擔任。由於《台灣政論》對該年立委選舉時言論的升高，造成國民黨政府不滿，年底即遭停刊。但康寧祥再度蟬聯立委，當時以黨外名義當選者有彰化縣的黃順興及嘉義市的許世賢，然而郭雨新卻敗北（當時該選區出現3萬張廢票，被懷疑種票）。

## 1977年地方選舉與中壢事件
1977年11月舉辦五項地方選舉（縣市長、縣市議員、臺灣省議員、臺北市議員、鄉鎮市長），造成黨外人士大串聯，國民黨受到空前挑戰。桃園縣出現脫黨參選的許信良最受矚目，雲林縣及臺南市亦有蘇東啟之妻蘇洪月嬌角逐省議員、「叛」黨的蘇南成角逐市長。11月19日發生「中壢事件」，許信良高票當選桃園縣長。當年黨外人士在縣市長當選4人、省議員當選21人（較著名的有南投縣張俊宏、雲林縣蘇洪月嬌、高雄縣余陳月瑛及宜蘭縣的林義雄）、台北市議員當選6人，得到空前勝利。然而剛興起的黨外運動此時卻出現了「群眾路線」及「議會路線」的分岐。
1978年，立法委員選舉中呂秀蓮、姚嘉文、陳鼓應、張德銘、黃煌雄、陳婉真、王拓等人的投入為黨外運動注入了新血。9月，立委黃信介成立「台灣黨外人士助選團」，由政治犯施明德擔任總幹事，並提出「十二大政治建設」做為候選人的共同政見。10月25日，「黨外人士國是會議」召開，發表聲明書，重申「堅決擁護民主憲政，反對暴力，熱愛和平」的立場。由高雄黑派大老余登發帶頭連署，共70人簽名。11月，「全國黨外助選團」總部成立，12月5日發生因國歌所引發的「中山堂事件」。

## 橋頭事件與美麗島事件
1979年年初，台灣警備總司令部以「涉嫌參加匪諜吳泰安叛亂」為由逮捕余登發、余瑞言父子。黨外人士發表〈為余氏父子被捕告全國同胞書〉，當日黨外人士走上街頭遊行(參加者約30人)；桃園縣長許信良亦南下參加，此為橋頭事件。許信良卻因此遭到國民黨控制的縣議會彈劾並處以「停職」處分。6月，康寧祥、陳永興創辦《八十年代》雜誌，康寧祥任發行人、司馬文武（江春男）擔任總編輯。
1979年8月，黨外人士創辦《美麗島雜誌》，由黃信介任發行人、施明德任總經理、社長許信良、副社長呂秀蓮及黃天福、總編輯張俊宏。年底，發生了美麗島事件。
1980年3月18日起，展開為期9天的美麗島大審。4月18日，警備總部軍事法庭判決：施明德判無期徒刑，姚嘉文、張俊宏、林弘宣、呂秀蓮、陳菊等各判12年有期徒刑，造成黨外運動一度停頓。但受難者家屬卻紛紛打出如「為夫出征」等口號參加選舉，如姚嘉文之妻周清玉、張俊宏之妻許榮淑、黃信介之弟黃天福，高票當選立法委員或國大代表。而為美麗島大審奔走或辯護律師也紛紛參與政治及選舉，如張德銘當選立委及尤清獲省議員5票支持當選監察委員及後年蘇貞昌當選省議員、謝長廷及陳水扁當選台北市議員。此外，游錫堃及林正杰的崛起也為黨外注入新血。而在此時開始，黨外開始有政黨的形成。

## 組黨工作
1983年，在謝長廷等人推動下正式成立「黨外中央後援會」；年底江鵬堅、張俊雄及林義雄之妻方素敏當選立委，但康寧祥、張俊宏、黃天福及許信良之弟許國泰卻敗選。
1984年9月5日，「黨外公職人員公共政策研究會」（簡稱「黨外公政會」）成立，會址設於台北市青島東路4號2樓之3，由費希平任理事長、林正杰任秘書長、林文郎任財務長。黨外公政會還曾一度被執政當局視為非法組織。
1985年3月，費希平退出黨外公政會，黨外公政會改選監理事，尤清任理事長；謝長廷任秘書長。同年11月的地方選舉，黨外台北市議員全數當選，其中新當選的包括顏錦福、張德銘、黃天福之妻藍美津及陳水扁的助理周伯倫；而林弘宣妻林黎錚則當選高雄市議員。
1986年，公政會醞釀設立各地分會，導致內政部重申予以取締。5月10日「黨外公政會台北分會」率先成立；一周後康寧祥成立「黨外公政會首都分會」，全島各地紛紛成立分會。

## 組成民主進步黨
1986年9月28日，黨外中央後援會在台北市圓山大飯店召開年底國大代表選舉及立法委員選舉的黨外候選人推薦會，朱高正上台提案要求黨外勢力立即組黨：「我堅決反對，民主運動發展到這個階段，大家還坐在那兒討論『組黨籌備委員會』。當年雷震還在籌組政黨階段，就已經『雞仔鳥仔抓到沒剩半隻』。組黨靠決心與勇氣，我正式建議：今天，現在就宣布組黨！」此話一出，立即獲得在場黨外人士的熱烈響應，全場強烈要求「立即組黨」，台下的黨外人士紛紛上台討論黨名，最後決定採用謝長廷提出的黨名「民主進步黨」。11月10日，民進黨於台北市環亞大飯店文化中心召開第一屆第一次全國代表大會，並通過黨章、黨綱及選舉幹部，江鵬堅成為首任主席。年底舉辦的國大代表和立法委員選舉，民進黨仍處於「非法」狀態，加上台灣戒嚴令仍然維持，當時獲提名的人士仍以無黨籍參選。直至1987年台灣解嚴，民進黨正式公開進行動員政治和社會運動，黨外運動大致告一段落。

### 引用
1. ↑  没有黨名的黨:美麗島政團的發展，第2卷 （页面存档备份，存于），第310頁，時報文化出版企業股份有限公司，1999
2. ↑  丹·史萊特（Dan Slater）、黃一莊（Joseph Wong）作，閻紀宇譯.  初版. 臺北市: 春山出版有限公司. 2024年5月: 頁158–159. ISBN 9786267478080 （中文）.
3. ↑  蘇瑞鏘, 台灣（臨時）省議會「五龍一鳳」對結社權的態度——以「中國地方自治研究會」為中心 （页面存档备份，存于）, 臺灣省諮議會編, 2004
4. ↑  賴昭呈, 台灣政治反對運動:歷史與組織分析(1947-1986) （页面存档备份，存于）, 國立臺灣師範大學政治學研究所博士論文, 2005
5. ↑  陳菊, 郭雨新與台灣戰後民主運動 （页面存档备份，存于）, 吳三連台灣史料基金會
6. ↑  莊雅茹, 戰後臺灣女性參政之先驅:許世賢(1908-1983)的政治生涯 （页面存档备份，存于）, 國立臺灣師範大學歷史研究所碩士論文, 2003
7. 1 2  康寧祥.  二版. 允晨出版. 2014年1月.
8. ↑  楊祖珺. . 知識和社會廣場（轉載《新新聞》）. 2004-10-09.[永久]